# 藤澤ひろ
藤澤 ひろ（ふじさわ ひろ、1998年3月14日 - ）は、日本のお笑いタレント、アーティスト。吉本興業所属。広島県東広島市出身。

## 経歴
広島県東広島市出身。2人姉弟の弟。幼い頃から絶対音感を持ち、ピアノやドラム、管楽器やギターの演奏ができる。音楽が好きで、ピアノのコンサートに出場したり、中学生の時に吹奏楽部に所属し、文化祭でピアノ伴奏をしていた。また成人後にその経験を活かして、吹奏楽の特別講師として中学校へ行ったこともある。
小学生の時にテレビを観ていて島田紳助に影響を受け、芸能界に憧れを持つようになった。
学生時代の同級生には陸上競技選手の新迫志希がいる。
2016年に高校を卒業してからはアルバイトをしながら芸能界を志す。
2019年に太田プロエンターテインメントカレッジの俳優コースに4期生として入学。
2022年にNSC東京校28期として入学し、吉本興業所属。

## 人物・エピソード
- 幼い頃、元々左利きであったが父親から右利きへ矯正され、両利きになってしまった。本人曰く 力があるのは左手、器用なのは右手で、どちらでも字を書くことができ、用途によって使い分けるクロスドミナンスになった。
- ピアノやドラム、管楽器やギターなど幅広い楽器をこなす。また趣味を作詞作曲としている。
- 暗記を得意とし、元素を118個全て暗記していたり、円周率を300桁以上暗記している。
- 幼い頃からビデオゲームが好きで得意とし、芸能タレントとしてだけでなく、ゲーマーとしてのファンも多く存在する。
- お笑いが好きで、特に賞レースに興味を持つ。漫才やコントでは基本的に「ボケ」を担当し、ネタ作り担当である。
- 学生時代は友達は多かったが、独特の感性を持っていたからか、よく人と違った行動をとっていた。ノートなどの私物に偽名を書いていたり、教室でシャボン玉を吹き始めたりと周囲が理解できないような奇行をとっていたエピソードがある。
- 中学時代から反上下関係思想を持っており、年齢を問わず仲良し主義である。
- 動物が好きで、幼い頃からトイプードルを飼っていた。また食通で、好きな食べ物はつくし、馬刺し、なめろう、ガッカモーレ、アボカド、ミネストローネなどを挙げていた。嫌いで食べられない物は全くないとしている。

## 出演

### 不定期出演
- 水曜日のダウンタウン （TBSテレビ　2019年12月25日）
- くりぃむナンタラ （テレビ朝日　2023年4月19日）
- チコちゃんに叱られる！ （NHK総合テレビ　2023年7月14日）
- 新しいカギ （フジテレビ　2024年6月10日）

### レギュラー出演
- 笑いザップ8 （大阪チャンネル　2024年10月 - ）

### CM
- 花王 柔軟剤（2020年夏 - ）